# 원피스의 연표
다음은 만화 《원피스》 및 이를 원작으로 하는 애니메이션의 가공 세계에서 일어나는 사건을 연표로 나타낸 것이다.
작품에선 항해력 등의 달력이 등장하지만, 스토리상 현재 어떠한 달력이 사용되고 있는지는 알 수 없으므로, 따라서 연대를 '--년 전'과 같은 형식으로 서술하며 주로 작품의 대사 등으로 판명된 연대이기 때문에 100년이나 50년 등은 정확히 100년, 50년이 아니고 약 100년, 50년 전을 뜻할 수도 있다.

## 대해적시대 이전

### 900년 이상 전
약 5000년 전
- 오하라에 '전지(全知)의 나무'가 태어나다. (392화)

### 공백의 100년
약 900년 전
- "공백의 100년"이 시작된다.

### 800년 전 ~ 100년 전
800여년 전
- 공백의 100년이 끝을 맺다.
- 포네그리프에 명시된 거대한 왕국이 멸망. 세계 정부가 탄생하다.
- 세계 정부를 창설한 20개의 왕족 .

약 500년 전
- 마인 오즈가 얼음의 나라에서 동사. 마인 오즈가 나라끌기 전설을 포함, 수많은 전설을 남겼다.

약 460년 전
- 루브니르 지역에서 「나무 열」이 퍼져 기승을 부린다. 그러나 그 수십 년 후, 남해의 식물 학자에 의해 특효약이 발견된다.

400여년 전
- 항해력 1120년. 몽블랑 놀랜드의 탐색선이 비라에서 출발하다.
- 항해력 1122년 5월 21일. 몽블랑 놀랜드의 탐색선이 자야 섬에 도착. 역병 수열을 박멸시켜 섬의 샨디아 원주민과 친밀해지다.
- 항해력 1126년. 자야섬의 일부가 녹업스트림 해류에 의해 하늘섬에 도달. 하늘섬의 사람들은 이 섬을 어퍼 야드라 부르게 되고, 샨디아와의 항쟁이 시작되다.
- 항해력 1127년 11월 16일. 몽블랑 놀랜드. 루브니르 왕국의 국왕과 병사들과 함께 자야에 도착. 황금향을 발견하지 못하다.
- 항해력 1128년. 몽블랑 놀랜드. 거짓말의 대죄로 처형당하다.

210년 전
- 사우스 블루의 브리스 왕국에서 탐색선 '센트 브리스호'가 그랜드 라인을 향해 출항하다.

약 200년 전
- 로그 타운에서 무기점 "ARMS SHOP"이 문을 열다.
- 세계 정부가 어인 섬의 교류를 발표한다. 이로써 용궁 왕국이 세계 정부의 회원국이 된다.
- 그린 비트 주변에 투어(闘魚)의 거주지가 눈에 띄게 사라져 사람의 왕래가 끊기다.

160년 전
- 엘바프에서 거인족 도리(10월 2일), 브로기(2월 1일)가 탄생하다. 임펠 다운 뉴커머 랜드를 만든 모리가 탄생하다.

141년 전
- 닥터 쿠레하(닥터 리누)가 탄생하다.

102년 전
- 도리와 브로기. 거병 해적단을 해산하고 리틀 가든에서 결투를 시작하다.(자기가 잡은 해왕류가 더 크다고 싸운것)

### 100년 전 ~ 45년 전
100여년 전
- 5일병의 원인인 병원균 케스티아의 멸종이 확인되다.

90년 전
- 4월 3일. 브룩이 탄생하다.

81년 전
- 하이루딘이 탄생하다.

79년 전
- 5월 9일. 센고쿠가 탄생하다.

78년 전
- 5월 2일. 몽키 D. 가프가 탄생하다.
- 5월 13일. 실버즈 레일리가 탄생하다.

77년 전
- 12월 31일. 골 D. 로저 탄생하다.

76년 전
- 3월 26일. 츠루 탄생하다.

74년 전
- 4월 6일. 에드워드 뉴게이트가 탄생하다.
- 제파가 탄생하다.

73년 전
- 1월 4일. 크로커스가 탄생하다.

70년 전
- 라오 G 탄생.

68년 전
- 샬롯 링링 탄생.

61년 전
- 조라 탄생.

60년 전
- 제파, 해군에 입대하다.

58년 전
- 11월 23일. 볼사리노(키자루)가 탄생하다.

55년 전
- 8월 16일. 사카즈키(아카이누)가 탄생하다.

52년 전
- 룸바 해적단 "위대한 항로"에 들어가지만, 항해 중에 전멸한다.
- 브룩 사망 (당시 38 세). 「부활부활 열매」를 통해 영혼으로 소생하여 자신의 육체를 찾아 "마의 삼각 지대"를 방황하다.
- 오이모와 카시, 도리와 브로기를 찾아 바다로 나간다. 중간에 해군에 붙잡혀 에니에스 로비의 문지기가 되다.
- 골 D. 로저가 당대의 신인으로 이름을 날리기 시작하다.
- 마하바이스 탄생.

51년 전
- 브룩. 자신의 육체를 발견하지만 이미 백골화되어가고 있었기 때문에 해골의 모습으로 부활하다.

50년 전
- 겟코 모리아, 샬롯 페로스페로 탄생.

49년 전
- 쿠잔(아오키지), 트레볼 탄생.

48년 전
- 11월 25일. 샬롯 카타쿠리, 샬롯 다이후쿠, 샬롯 오븐 쌍둥이 형제 탄생.

47년 전
- 바솔로뮤 쿠마 (제 58권 말미), 우루지 (제 68권 말미) 탄생.

46년 전
- "Sir" 크로커다일 (제 58권 말미), 징베 (제 58권 말미), 세뇨르 핑크 탄생.

### 45년 전 ~ 24년 전
45년 전
- 2월 28일. 샬롯 크래커 탄생.
- 5월 29일. 디아만테 탄생.

44년 전
- 퀴로스 탄생.

43년 전
- 쥬라큘 미호크 탄생.

42년 전
- 11월 11일. 조즈 탄생.
- 푸들, 해적에게 습격당한 마을의 철거지에 「오렌지 마을」의 재건을 시작했다.
- 샤키, 해적을 그만두다.
- 카포네·벳지 탄생.

41년 전
- 5월 3일. 아론 탄생.
- 돈키호테 도플라밍고, 스팬담, 베르고 탄생.

40년 전
- 벨메일, 마샬 D. 티치, 아이스버그, 피카 탄생.

39년 전
- 샹크스, 돈키호테 로시난테 탄생.
- 8월 8일. 버기 탄생.

38년 전
- 핵 탄생.

37년 전
- Dr. 히루루크, 드럼 왕국을 구하기 「기적의 벚꽃」의 연구를 시작하다.
- 6월 5일. 쟈브라 탄생.

36년 전
- 제파 (당시 38 세), 해군 본부 대장으로 승진. 같은 해 결혼, 이듬해 아들을 얻는다.
- 커티 프람(프랑키), 스모커, 쿠마도리 탄생.

35년 전
- 드레스로자에서 스칼렛 탄생.

34년 전
- 3월 3일. 히나 탄생.

33년 전
- 8월 6일. 글라디우스 탄생.
- 10월 24일. X 드레이크 탄생
- 돈키호테 도플라밍고의 친아버지 돈키호테 호밍의 결정으로 돈키호테 도플라밍고와 그의 가족이 성지 마리조아를 떠나다.
- 돈키호테 도플라밍고의 친모가 병으로 사망하다.

32년 전
- 테라코타 (이가람의 아내)가 아르바나 궁전의 급사 일을 시작한다.
- 제퍼 (당시 42세)의 가족이 해적에게 살해된다. 제파, 군사 교관으로 변신.
- 사카즈키 (당시 23세)와 볼사리노 (당시 26세), 해군에 입대.
- 블루노 탄생.

31년 전
- 후쿠로, 바질 호킨스, 스크래치맨 · 아푸 탄생
- 9월 2일. 보아 행콕 탄생.
- 돈키호테 도플라밍고, 친부인 돈키호테 호밍을 자신의 손으로 죽이다.

30년 전
- 쿠잔 (당시 19 세), 해군에 입대.
- 돈 칭자오, 가프와 대결해 머리가 움푹 파이게 됨.
- 2월 6일. 니코 로빈 탄생.
- 4월 14일. 호디 존스 탄생.
- 8월 27일. 모네 탄생.
- 로브 루치, 버팔로 탄생.

29년 전
- 4월 30일. 비올라 탄생.
- 9월 9일. 마담 셜리 탄생
- 퀴로스. 친구의 원수를 갚기 위해 살인을 저지르고, 그 죄로 콜로세움의 검투사가 되다.

28년 전
- 니코 올비아를 포함한 「역사의 본문」의 탐구 팀이 오하라에서 출발한다. 로빈 ( 당시 2세), 올비아의 동생 집에 거두어지게 된다.
- 로저, 불치병에 걸린다. 크로커스 ( 당시 45 세), 룸바 해적단을 찾기 위해 로저 해적단의 선의가 된다.

27년 전
- 로저 해적단과 금사자 해적단 사이에 "에드워 해전" 이 발발한다.
- 쇼조 , 칼리파, 킬러, 위카 등이 탄생.
- 3월 14일. 알비다 탄생
- 4월 23일. 칼리파 탄생.

26년 전
- 1월 27일. 샬롯 시폰, 로라 탄생.
- 프랑키 (당시 10세), 해적 부모에게 버림받은 곳인 워터 세븐의 폐선섬에서 톰에게 거두어진다. 톰스 워커스에 입사.
- 8월 31일. 캐번디시가 탄생하다.
- 10월 6일. 트라팔가 로가 탄생하다.

25년 전
- 로저 해적단이 "위대한 항로"를 제패, 로저가 세상에서 「 해적왕 」라고 불리게 된다. 로저의 명령에 의해 로저 해적단은 해산한다.
- 셜리 (당시 4세) '대해적 시대'의 시작을 예언한다.
- 6월 7일. 페로나 탄생.
- 8월 7일. 카쿠 탄생.

## 대해적 시대

### 24년 전 ~ 12년 전
24년 전
- 포트거스 D 루즈가 로저의 아들 (포트거스 D. 에이스)을 임신.
- 해적왕 골 D. 로저. 자신의 고향 로그타운에서 처형당하며 대해적시대의 시작을 알리다.
- 톰이 해적왕의 배 오로 잭슨 호를 제조한 혐의로 사형선고를 받았으나 바다열차를 만들기 위해 10년간 집행유예를 받다.
- 2월 14일. 미스 발렌타인 탄생.
- 11월 30일. 빈스모크 레이주가 탄생하다.

23년 전
- 쥬얼리 보니(9월, 추정이다. 작가도 SBS에서 보니의 나이를 정확하게 나타내지 않았다. 보니의 능력이 자신이나 타인의 연령을 바꿀수 있기에 보니의 나이를 정확히 알 수 없고 작가도 몇살이라고 밝혔으나 추정이라고 덧붙였기에 정확한 나이는 아무도 모른다.) 타시기, 유스타스 키드, 코알라가 탄생하다.

22년 전
- 가이몬, 몸이 보물 상자에 끼인 채로 진귀한 짐승 섬에 남게 된다.
- 해군 중장 하그왈 D. 사우로. 해군에 붙잡혀 있던 니코 올비아를 풀어주고 자신도 도망.
- 오하라로 표류된 사우로. 니코 로빈을 만남.
- 오하라. 버스터 콜로 파괴됨. 유일한 생존자인 니코 로빈 (당시 8 세)에 7900만 베리의 현상금이 걸리다.
- 해군 중장 하그왈 D. 사우로. 로빈을 구하고 아오키지에 의해 몸이 얼려지다.
- 금사자 시키. 자신의 양다리를 절단하고, 해루석 족쇄에서 벗어나 대 감옥 임펠 다운에서 첫 탈옥을 감행하다.
- 메리, 고잉메리호의 설계도를 만들기 시작한다.
- 노지코, 포트거스 D. 에이스(1월), 사보, 슈거가 탄생하다.
- 포트거스 D 루즈. 에이스 출산 직후 힘이 다해 사망하다.
- 하찌가 바다에서 조난당한 레일리를 구해주면서 인연을 맺게 되다.

21년 전
- 3월 2일. 제르마 왕국에서 빈스모크 이치디, 빈스모크 니디, 빈스모크 욘디, 상디 쌍둥이 형제 탄생.
- 11월 11일. 롤로노아 조로가 탄생하다.

20년 전
- 7월 3일. 나미가 탄생하다.
- 큐인이 탄생하다.
- 퀴로스. 리키(리쿠 돌드 3세)와의 결투를 마지막으로 3000승 달성.

19년 전
- 4월 1일. 우솝이 탄생하다.
- 5월 5일. 몽키 D. 루피가 탄생하다.
- 해병 벨메일, 코코야시 마을에 귀환. 나미(당시 1세)와 노지코(당시 3세)를 양녀로 삼다.
- 고르곤 세 자매(행콕, 썬더소니아, 마리골드)가 구사 해적선에서 '납치꾼'에게 걸려 노예로 팔려가다.
- 퀴로스. 리쿠 왕국군의 총대장이 되다.

18년 전
- 2월 2일. 알라바스타 왕국에서 네펠타리 비비가 탄생하다.

17년 전
- 12월 24일. 토니토니 쵸파. 이름도 없는 파란코 순록으로 드럼섬에서 태어나다. (인간 연령 환산은 성장도를 나타내는 것이므로 정확한 연령을 나타내는 것이 아닐 가능성이 있다.)
- 야솝, 붉은 머리 해적단에 입단. 그 사이에 부인 반기나가 병사한다.
- 에이스와 사보 (모두 당시 5세), 해적 저금을 시작한다.
- 오토히메 왕비 이듬해 "세계 회의 "에서 어인들의 지상 이주에 대한 의지를 보여주기 위한 서명 운동을 시작한다.
- 어떤 섬에서 500명의 병사가 해적의 인질이 되는 사건이 발생. 해적은 인질의 석방의 조건으로 해적단의 캡틴이 섬의 왕이 되는 것을 요구했으나 세계정부에서 파견된 로브 루치 (당시 13세)에 의해 인질과 함께 괴멸하다.
- 돈키호테 로시난테가 돈키호테 패밀리에 잠입하다

16년 전
- 피셔 타이거, 몇 년간 노예가 되고 성지 마리죠아에서 도망쳐 어인섬에 귀환한다.
- 4월 4일. 시라호시 탄생
- 레베카, 델린저 탄생.
- 노스 블루의 나라 플레반스가 박연병과 적국의 공격으로 멸망하다.
- 트라팔가 로. 플레반스에서 탈출한 뒤 돈키호테 패밀리의 멤버가 되다.

15년 전
- 모험가 피셔 타이거, 성지 마리조아를 파괴하고 많은 노예들을 해방시키다. 고르곤 세 자매도 마리조아에서 탈출하다.
- 징베, 넵튠 군에서 제대한다.
- 피셔 타이거를 중심으로 징베, 아론 등이 모여 태양 해적단을 결성하다.
- 해적 베르고. 조커(돈키호테 도플라밍고)의 지시로 해군에 입대하다.

14년 전
- 톰. 바다 열차 '퍼핑 톰'을 완성시켜 첫 항해에 성공하다. 유년기인 파울리, 모즈, 키위, 잠바이 등에게 꿈을 실어준다. 그리고 실패작 바다 열차 로켓맨은 방치된다.
- 마이클과 호이클이 탄생하다.

13년 전
- 샹크스의 붉은 머리 해적단이 후샤 마을에 체류. 루피 일행과 친밀해지다.
- 알라바스타의 어떤 마을에서 가뭄이 발생. 소년 유자가 국왕을 만나다.
- 비비와 유자의 결투 끝에 비비가 모래모래단 부리더가 되다.
- 알라바스타의 왕녀 비비 유괴 미수 사건 발생. 유자, 비비를 지키다가 부상을 입다.
- 무인의 오아시스 유바에 개척단이 출발. 대표는 유자의 아버지 토토.
- 보아 행콕 (당시 18 세), 여인섬 황제 겸 구사 해적단의 선장이 된다. 첫 번째 원정에서 8000만 베리 현상금이 걸리고 왕하 칠무해에 가맹한다.
- 돈키호테 로시난테. 형 도플라밍고에 의해 사망하다.
- 트라팔가 로 (당시 13 세), 돈키호테 패밀리에서 독립한다.
- 모네(당시 17세)와 슈거(당시 9세) 자매, 돈키호테 패밀리의 멤버가 된다.
- 펭귄 (당시 15세), 샤치 (당시 14세), 베포 (당시9세), 트라팔가 로 (당시 13세)와 만나다.
- 상디 (당시 8세), 빈스모크 가의 성을 버리고 이스트 블루로 도주하다.

12년 이상 전
- 겟코 모리아와 카이도가 신세계에서 저항성 전쟁을 벌이게 된다. 카이도가 모리아를 패배시키자 스릴러 바크는 마의 삼각 지대 (플로리안 트라이앵글)을 항해하게 된다.
- 혁명군이 니코 로빈의 수색을 시작했다.

### 12년 전 ~ 2년 전
12년 전
- 루피. 고무고무 열매를 먹다.
- 산적 히그마. 해수에게 먹혀 사망. 동시에 샹크스가 해수에게 왼팔을 잃는다.
- 샹크스. 루피에게 밀짚모자를 맡기고 후샤마을을 출항.
- 루피. 코르보 산의 산적 컬리 다단에게 맡겨지다. 이 때 에이스와 사보를 만나 형제 결의를 맺는다.
- 조로와 쿠이나, 둘 중 한 명이 세계 제일의 검객이 되기로 맹세하다.
- 쿠이나, 계단에서 떨어져 죽다. 이후 그녀의 검 '화도일문자'가 조로에게 주어진다.
- 슈슈와 슈슈의 주인. 오렌지 마을에 펫 푸드점을 개업.
- 제프. 쿡크 해적단을 인솔해 그랜드 라인에 돌입.
- 몽블랑 크리켓. 자야 섬에 도착. 스스로 선장을 맡은 해적단에서 빠져나와 황금향 탐색을 실시.
- 톤지토. 세계에서 제일 긴 죽마 오르기에 도전. 내려올 수 없게 된다.
- 빅토리아 신드리. 무대에서 떨어져 사망.
- 닥터 호그백. 겟코 모리아와 만나 신드리 부활의 조건으로 모리아의 동료가 되다.
- 마르가리타. 겟코 모리아에게 그림자를 빼앗기다.
- 샹크스와 레일리. 샤봉디 제도에서 재회하다.
- 드래곤. 사보와 마주치다. 그리고 혁명군이 고아 왕국 그레이 터미널의 거주민들을 구해주다.
- 드래곤과 혁명군이 조로가 사는 마을에서 식량을 조달받다. (조로의 스승 코우시로가 혁명군을 도와준듯)
- 고아 왕국 국왕의 계획으로 그레이 터미널이 불타고, 귀족이 된다는 조건으로 협력했던 블루잼 해적단이 전멸되다. (왕이 약속을 어겼기 때문)
- 사보. 홀로 고아 왕국을 떠났다가 고아 왕국을 방문한 천룡인 자르맥 성의 포탄에 맞아 행방불명되다.
- 피셔 타이거. 노예 소녀 코알라를 고향에 데려다 주나 마을 사람들의 신고를 받은 해군에 의해 습격받다.
  - 습격받은 여파로 인한 과다출혈로 사망하다. (피셔 타이거의 혈액형은 매우 희귀했지만 배에 있던 인간의 피는 수혈받기를 극구 거절하였다.)
- 아론. 피셔 타이거의 원수를 갚기 위해 해군과 싸우다 키자루에 의해 체포되다.
- 슈거(당시 10세), 하비하비 열매를 먹음과 동시에 성장이 멈춘다.

11년 전
- 당근, 양파, 피망이 탄생하다.
- 여객선 오비트 호. 쿡크 해적단의 습격을 받는다. 그때 폭풍우에 의해 85일간 상디와 제프가 무인도에 조난. 이때 제프는 오른쪽 다리를 절단한다. 구조 뒤 상디와 제프는 해상 레스토랑 발라티에를 운영.
- 징베. 칠무해에 가입하다. 그 조건으로 아론이 임펠 다운에서 석방, 이스트 블루로 보내진다. 이로 인해 태양의 해적단이 징베, 아론, 마쿠로 3개의 파벌로 분열한다.

10년 전
- 아론. 코코야시 마을과 그 섬을 지배. 반항하는 벨메일을 살해. 나미가 (강제로) 아론 해적단에 참가.
- 톰스 워커스. 바다 열차의 모든 노선을 개통시킨다.
- CP5 주관(당시) 스팬담, 톰에게 접촉을 개시. 음모를 세워 톰을 처형으로 이끌다.
- 프랑키. 바다 열차에 부딪치다. 사망으로 판결 났지만, 자신을 사이보그화시켜 살아남는다.
- 어인섬의 왕비 오토히메가 천룡인과 담화, 천룡인의 서약을 받아오다.
- 오토히메 왕비가 어인섬에 침입한 해적에게 살해당하다.(당시 용궁성의 병사였던 호디 존스의 계획으로)
- 호디 존스 오토히메 왕비를 암살하고 군대에서 제대. 용궁의 국보 타마테바코(에너지 스테로이드)를 훔치고 해적 신어인 해적단을 결성
- 반더 덱켄 9세가 시라호시에게 청혼하기 시작, 시라호시가 경각탑에 숨어지내게 되다.
- 돈키호테 도플라밍고. 칠무해에 가입하다.
- 돈키호테 패밀리. 드레스로자에 잠입하여 (도플라밍고의 조종에 의해)시민들을 학살하는 리쿠 왕국의 병사들을 몰살한 뒤 드레스로자를 장악하다.
- 콜로세움의 검사 퀴로스. 슈거의 능력에 의해 장난감 병정으로 변하다.
- 리쿠 왕의 딸 비올라. 리쿠 왕을 살려주는 조건으로 돈키호테 패밀리에 가입한 뒤 '바이올렛'으로 개명하다.
- 레베카의 어머니 스칼렛이 마을에서 디아만테에 의해 살해당하다.

9년 전
- 어두우르가나 섬에서 격렬한 전쟁이 벌어지다.
- 제파(당시 65세). 흰수염Jr. 에드워드 위블(후에 칠무해 편입)과의 전투에서 오른팔을 잃다. 이 때 아인과 빈즈를 제외한 제파의 부하 전원 전멸.

8년 이상 전
- 드럼 왕국에서 "의사 20" 이외의 의사가 추방된다. 그러나 Dr. 쿠레하, Dr. 히루루크 등은 모두 국내에 머문다.

8년 전
- Dr.히루루크. 중증의 파란코 순록을 치료해 이름을 '토니토니 쵸파'라 지어주다. 이후 치료를 목적으로한 공동 생활 개시.
- 성지 마리 죠아에서 세계 회의 개최. 타랏사 루카스, 와포루, 네펠타리 코브라 등이 참석. 혁명가 드래곤의 위험성 확인.
- 에넬. 하늘섬 비르카를 소멸 시킨뒤 스카이 피아의 신의 자리에 군림. 방주 막심의 건조가 시작된다.

7~8년 전
- 마시라와 몽블랑 · 크리켓의 소문을 듣고 자야 섬을 방문한다. 이후 엘도라도 탐험의 협력을 시작했다.

7년 전
- 우솝. 양파, 피망, 홍당무와 함께 우솝 해적단 결성.
- 쵸파의 상처가 완치. Dr.히루루크가 연구에 성공하다.
- Dr.히루루크. 국왕 와포루의 함정에 걸려 사망. 도르돈. 와포루에 명령에 거역해 수감되다.
- 쵸파. Dr.쿠레하의 제자로 들어가다.
- 워터 세븐에서 경쟁하고 있던 7개의 조선 회사가 아이스버그에 의해 갈레라 컴퍼니로 통합되다.
- CP9의 루치, 카쿠, 블루노, 칼리파. 플루톤의 설계도 탈취를 위해 잠복 근무 개시
- 브룩. 스릴러 바크에서 겟코 모리아에게 그림자를 빼앗기다. 다시 찾으러 갔다가 자신의 그림자로 움직이는 사무라이 류마에게 패배, 도주한다.
- 니코 로빈 (당시 23세), 서쪽 바다에서 리버스 마운틴을 통과해 위대한 항로에 들어간다.

6년 전
- 크로커다일. 니코 로빈과 세력을 합하여 비밀 범죄 회사 바로크 워크스(더빙판:바로크 주식회사)를 열다.
- 아이스버그. 차기 워터세븐 시장 선거에 추천되다. 생환한 프랑키와 재회.
- 프랑키. 선박 해체 집단 프랑키 패밀리를 결성하다.
- 조니와 요삭, 조로의 부하 및 제자로 받아들여지다.

5년 전
- 캡틴 크로. 자신의 가짜를 해군에 잡히게 한 뒤 해적 생활에서 은퇴. 카야의 저택의 집사로 고용된다.
- 캡틴 크로 (가짜)를 잡은 해병 모건. 이 사건을 계기로 승진을 거듭하다.
- 포트거스 D. 에이스 (당시 17 세), 코루보 산을 출발. 후샤 마을을 떠나 스페이드 해적단을 시작한다.
- 유바에 비가 내리지 않게 되다.
- 롤링 해적단. 겟코 모리아에게 그림자를 빼앗기다.
- 페드로, 빅 맘의 성에 침입하여 빅 맘에게 한 쪽 눈과 50년의 수명을 빼앗기다.

4년 전
- 코비. 알비다 해적단에 항해사 겸 잡무계가 되다.
- 알라바스타 국왕이 댄스 파우더를 사용했다는 의혹이 증폭되다.
- 알라바스타 왕녀 네펠타리 비비와 수호대장 이가람. 바로크 워크스에 잠복근무를 시작하다.
- 스페이드 해적단 선장 에이스. 자신의 명성을 높여가다.
- 신세계의 섬 펑크 하자드. 세계정부에 의해 점령되다.
- 시저 클라운이 연구 중이던 무기가 폭발하여 Dr. 베가펑크의 연구소 중 2개가 파괴.(그 폭발사고는 시저 클라운의 짓이었고, 베가펑크가 했다고 그러고, 자신이 그 폭발가스를 없앴다고 거짓말을 한다. 모든게 시저 클라운의 계획이었다.)
  - 이에 베가펑크 일행은 생체실험에 사용되었던 죄수들을 버리고 펑크 하자드를 떠난다.
- 제파. 군 과학자의 도움으로 오른팔에 스매셔를 장착하다.

3년 전
- 카야의 부모님. 병에 의해 사망. 이후 카야가 자주 아프게 된다.
- 시저 클라운. 펑크 하자드에 들어가 은신처를 만들다.
- 흰 수염을 지키기 위해서 징베가 포트거스 D. 에이스랑 싸우나 무승부로 끝나고 그때 흰 수염이 나타나서 스페이드 해적단을 자신의 산하 해적단으로 영입하고 포트거스 D. 에이스는 흰 수염의 목숨을 빼았기 위해 몇 번이나 도전했지만 결국 패배. 포트거스 D. 에이스는 흰 수염 해적단 2번대장으로 승격.
- 흰 수염 해적단의 마샬 D. 티치가 4번대장 샷치를 죽이고 어둠어둠 열매를 탈취한 뒤 달아나다.
- 흰 수염 해적단의 2번대장 포트거스 D. 에이스가 마샬 D. 티치를 추적하기 시작하다.
- 캐번디시, 신세계에 진출하다.
- 마샬 D. 티치가 검은 수염 해적단을 결성하다.

3년 이내
- 클리크 해적단, 위대한 항로 진입에 성공했으나 '매의 눈' 미호크 한 명에 의해 본선을 제외하고 전멸하다.
- 드럼 왕국. 검은 수염 해적단에 의해 멸망. 국왕 와포루. 나라를 버리고 도망친 후 해적으로 활동 개시
- 감시인 슈슈, 타계한 주인 홋카의 귀가를 기다린다.
- 알라바스타 왕국에서 국왕군 30만명이 반란군 편에 서다.

## 현재의 타임라인

### 2년 전 ~ 정상결전
이스트 블루
- 후샤마을에서 몽키 D. 루피가 출항
- 몽키 D. 루피가 알비다 격파
- 쉘즈 타운에서 몽키 D. 루피가 해적사냥꾼이자 검사 롤로노아 조로 구출 및 도끼손 모건대령 격파와 동시에 롤로노아 조로 동료 영입
- 밀짚모자 해적단이 광대 버기 해적단 격파
- 밀짚모자 해적단이 시롭마을에서 캡틴 크로 및 그 부하들 격파, 저격수 우솝 영입
- 해상 레스토랑 발라티에에서 롤로노아 조로 쥬라큘 미호크에게 도전하나 패배하고 루피가 돈 클리크 격파, 요리사 상디 영입
- 밀짚모자 해적단이 코코야시 마을에서 아론 해적단 격파, 항해사 나미 영입

그랜드 라인
- 위스키 피크에서 네펠타리 비비를 알라바스타까지 임시 영입
- 드럼 섬에서 와포루 격파 후, 토니토니 쵸파를 영입

정상결전

## 알라바스타 왕국사
로빈의 대사로 인해 판명된 알라바스타 왕국 역사의 일부분. 스토리상의 현재에선 몇 년 전에 일어난 사건인지는 불명.
천력 239년
- 카하라에 의한 알라바스타 정복

천력 260년
- 비테인 왕조의 지배

천력 307년
- 에루마루에 터프 대성당 완성.

천력 325년
- 오르테아의 영웅 맘딘이... (상세불명).